# Pedro Diniz
Pedro Paulo Diniz (São Paulo, 22 mei 1970), zoon van Abílio dos Santos Diniz, is een voormalig Formule 1-coureur uit Brazilië. Hij reed tussen 1995 en 2000 99 Grands Prix voor de teams Forti, Ligier, Arrows en Sauber.

## 1995
In 1995 reed Diniz in een Forti een onopvallend seizoen, met als hoogtepunt een negende plaats in Italië (Monza) en een zevende plaats in Australië (Adelaide).

## 1996
Diniz reed, mede met de hulp van Tom Walkinshaw, bij het team van Ligier. Walkinshaw zag dat Diniz veel geld ter beschikking had en was van plan later in het jaar het team over te nemen. In hetzelfde seizoen haalde Diniz zijn eerste punten in Spanje door tijdens zware regenval zesde te worden. Hij herhaalde dit trucje nog een keer in Italië waar hij voor de latere nummer twee uit het seizoen Jacques Villeneuve als zesde wist te finishen, waardoor zijn puntenaantal van dat seizoen op twee kwam te staan, wat de rest van het seizoen zo zou blijven. Zijn uitvalbeurt in Argentinië was heel spectaculair. Doordat bij zijn pitstop zijn tankklep niet was gesloten, vloog zijn wagen een paar bochten later in brand, waardoor Diniz moest uitvallen.

## 1997
Nadat de deal om Ligier over te nemen was mislukt is, nam Walkinshaw het team van Arrows over. Diniz en hij vertrokken naar Arrows, om daar naast wereldkampioen Damon Hill te rijden. In het begin van het seizoen reed Diniz beter maar aan het einde van het seizoen moest hij in de ex-wereldkampioen zijn meerdere erkennen. Diniz haalde twee punten, tegenover de zeven punten en een tweede plaats in Hongarije voor Hill.

## 1998
Een relatief slecht seizoen voor Mika Salo en Diniz. Beiden kwamen vijf keer over de finish en Salo kon in België niet meer starten door een massacrash na de eerste bocht. De T-car was al gereserveerd voor Diniz. Het hoogtepunt voor het team was de vierde plaats van Salo in Monaco. Diniz' beste prestatie was een vijfde plaats in België. Na het seizoen werd hij aan de kant gezet.

## 1999
Diniz viel twaalfmaal uit en finishte viermaal, waarvan driemaal op de zesde positie. Dit leverde in het seizoen drie punten op. Zijn teamgenoot Alesi finishte vaker, maar eindigde twee keer op de zesde plaats en haalde daarmee een punt minder dan Diniz. Diniz' seizoen werd gekenmerkt door een levensgevaarlijke crash op de Nürburgring. Hierbij kwam zijn wagen ondersteboven in het gras te liggen en brak de roll-bar af.

## 2000
Diniz haalde geen enkel punt. Het seizoen begon met een uitvalbeurt in Australië. In Brazilië werden de wagens van zowel Diniz als Salo aan de kant gehouden vanwege bezorgdheid over de veiligheid. De keren dat hij wel finishte, zat hij dicht bij punten, met een zevende plaats en drie achtste plaatsen. Salo haalde zes punten.